# Saint-Nicolas-de-Redon
Saint-Nicolas-de-Redon (bretonisch: Sant-Nikolaz-an-Hent) ist eine französische Gemeinde mit 3.304 Einwohnern (Stand: 1. Januar 2022) im Département Loire-Atlantique in der Region Pays de la Loire. Sie gehört zum Arrondissement Châteaubriant-Ancenis und zum Kanton Pontchâteau. Die Einwohner werden Nicolasien(ne)s genannt.

## Geografie
Saint-Nicolas-de-Redon liegt am Fluss Vilaine und am Canal de Nantes à Brest. Umgeben wird Saint-Nicolas-de-Redon von den Nachbargemeinden Redon im Norden und Westen, Sainte-Marie im Nordosten, Avessac im Osten, Fégréac im Süden sowie Rieux im Südwesten.
Durch die Gemeinde führen die frühere Route nationale 164 und 775.

## Bevölkerungsentwicklung
| Jahr      | 1962 | 1968 | 1975 | 1982 | 1990 | 1999 | 2006 | 2017 |
| Einwohner | 2356 | 2568 | 2763 | 2951 | 2917 | 2802 | 2935 | 3179 |

## Sehenswürdigkeiten

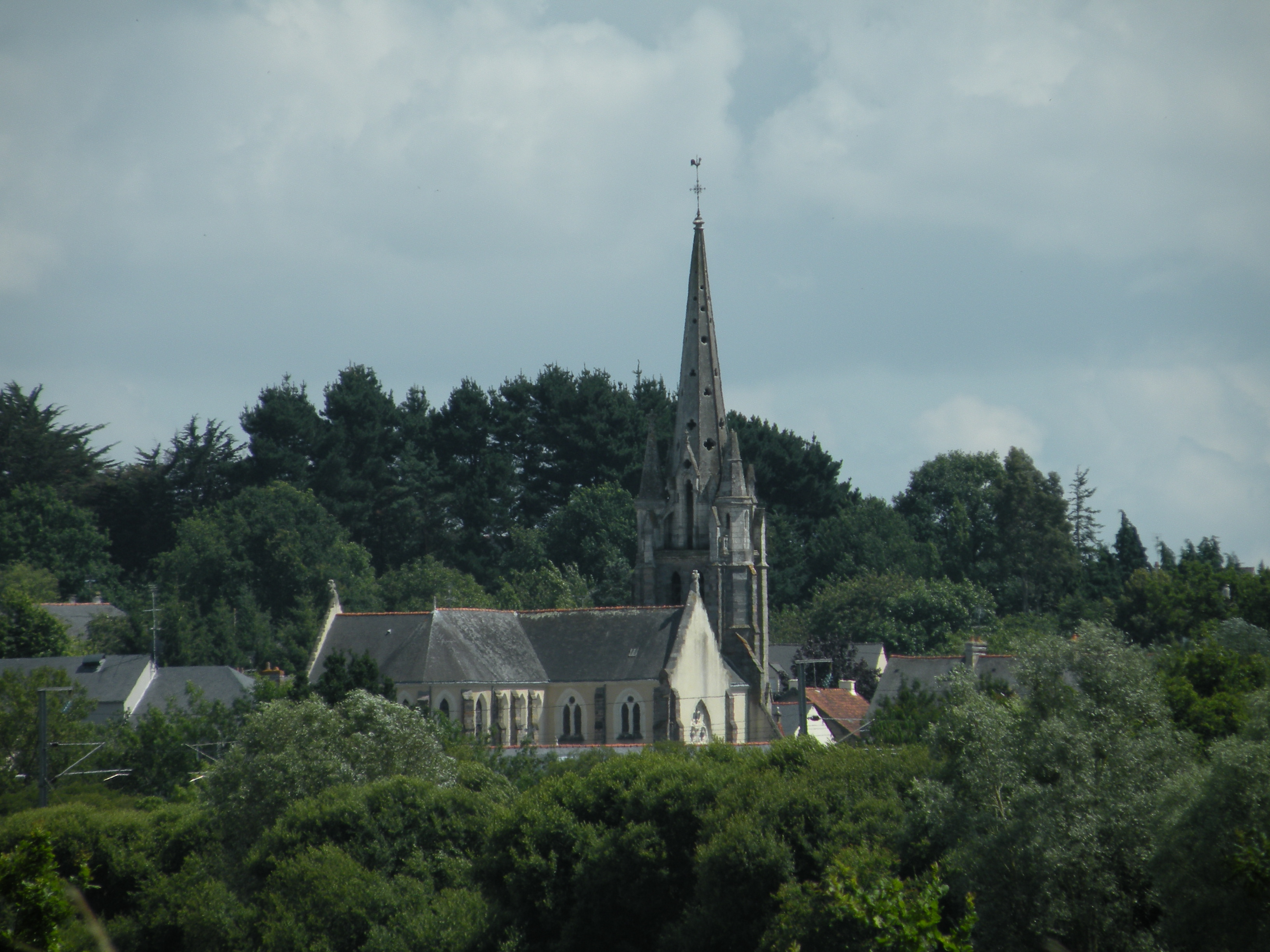
Kirche Saint-Nicolas

- Kirche Saint-Nicolas aus dem Jahre 1849, an der Stelle der früheren Kapelle der Abtei Saint-Sauveur erbaut
- Kapelle Sainte-Anne-de-Rotz
- Ruinen der Kapelle La Madeleine aus dem 17. Jahrhundert
- Kapelle Saint-Joseph aus dem Jahre 1840
- Park des Schlosses Cavardin aus dem 19. Jahrhundert (Schloss 1944 zerstört)
- Windmühle von Amassé
- Backhäuser in den Ortschaften La Provotaie und Quinsignac
- Reste des Hauses Le Contrebandier aus dem 17. Jahrhundert